# 12e parallèle nord
Pour les articles homonymes, voir 12e parallèle.
En géographie, le 12e parallèle nord est le parallèle joignant les points de la surface de la Terre dont la latitude est égale à 12° nord.

## Géographie

### Dimensions
Dans le système géodésique WGS 84, au niveau de 12° de latitude nord, un degré de longitude équivaut à 108,903 km ; la longueur totale du parallèle est donc de 39 205 km, soit environ  97,8% de celle de l'équateur. Il en est distant de 1 327 km et du pôle Nord de 8 675 km,.
Comme tous les autres parallèles à part l'équateur, le 12e parallèle nord n'est pas un grand cercle et n'est donc pas la plus courte distance entre deux points, même situés à la même latitude. Par exemple, en suivant le parallèle, la distance parcourue entre deux points de longitude opposée est 19 602 km ; en suivant un grand cercle (qui passe alors par le pôle nord), elle n'est que de 17 350 km.

### Durée du jour
À cette latitude, le soleil est visible pendant 12 heures et 50 minutes au solstice d'été, et 11 heures et 25 minutes au solstice d'hiver.